# Cheirostylis
Cheirostylis es un género de orquídeas . Tiene 51 especies. Es originaria de los trópicos de África y del oeste del Pacífico.

## Especies
1. Cheirostylis bidentata J.J.Sm., Bull. Jard. Bot. Buitenzorg, III, 10: 94 (1928).
2. Cheirostylis bipunctata Aver., Bot. Zhurn. (Moscow & Leningrad) 81(10): 78 (1996 publ. 1997).
3. Cheirostylis celebensis P.O'Byrne & J.J.Verm., Malayan Orchid Rev. 40: 91 (2006).
4. Cheirostylis chinensis Rolfe, Ann. Bot. (Oxford) 9: 158 (1895).
5. Cheirostylis clibborndyeri S.Y.Hu & Baretto, Chung Chi J. 13(2): 15 (1976).
6. Cheirostylis cochinchinensis Blume, Coll. Orchid.: t. 39, f. 2 (1859).
7. Cheirostylis dendrophila Schltr., Repert. Spec. Nov. Regni Veg. Beih. 1: 74 (1911).
8. Cheirostylis didymacantha Seidenf., Dansk Bot. Ark. 32: 75 (1978).
9. Cheirostylis divina (Guinea) Summerh., Kew Bull. 8: 131 (1953).
10. Cheirostylis filipetala Aver., Updated Checklist Orchids Vietnam: 76 (2003).
11. Cheirostylis flabellata (A.Rich.) Wight, Icon. Pl. Ind. Orient. 5: 16 (1851).
12. Cheirostylis goldschmidtiana Schltr., Orchis 9: 4 (1915).
13. Cheirostylis grandiflora Blume, Coll. Orchid.: 55 (1859).
14. Cheirostylis griffithii Lindl., J. Proc. Linn. Soc., Bot. 1: 188 (1857).
15. Cheirostylis gunnarii A.N.Rao, Nordic J. Bot. 18: 23 (1998).
16. Cheirostylis jamesleungii S.Y.Hu & Barretto, Chung Chi J. 13(2): 13 (1976).
17. Cheirostylis javanica J.J.Sm., Bull. Jard. Bot. Buitenzorg, II, 9: 14 (1913).
18. Cheirostylis latipetala Aver. & Averyanova, Komarovia 4: 6 (2006).
19. Cheirostylis lepida (Rchb.f.) Rolfe in D.Oliver & auct. suc. (eds.), Fl. Trop. Afr. 7: 182 (1897).
20. Cheirostylis liukiuensis Masam., J. Soc. Trop. Agric. 2: 36 (1930).
21. Cheirostylis malleifera C.S.P.Parish & Rchb.f., Trans. Linn. Soc. London 30: 141 (1874).
22. Cheirostylis marmorifolia Aver., Turczaninowia 3(2): 19 (2000).
23. Cheirostylis merrillii (Ames & Quisumb.) Ormerod, Austral. Orchid Rev. 63: 10 (1998).
24. Cheirostylis moniliformis (Griff.) Seidenf., Dansk Bot. Ark. 32(2): 69 (1978).
25. Cheirostylis montana Blume, Bijdr.: 413 (1825).
26. Cheirostylis monteiroi S.Y.Hu & Barretto, Chung Chi J. 13: 15 (1976).
27. Cheirostylis munnacampensis A.N.Rao, Nordic J. Bot. 8: 340 (1988).
28. Cheirostylis notialis D.L.Jones, Muelleria 10: 80 (1997).
29. Cheirostylis nuda (Thouars) Ormerod, Lindleyana 17: 193 (2002).
30. Cheirostylis octodactyla Ames, Philipp. J. Sci., C 2: 314 (1907).
31. Cheirostylis okabeana Tuyama, J. Jap. Bot. 26: 297 (1951).
32. Cheirostylis oligantha Masam. & Fukuy., Trans. Nat. Hist. Soc. Taiwan 30: 241 (1940).
33. Cheirostylis orobanchoides (F.Muell.) D.L.Jones & M.A.Clem., Orchadian 12: 350 (1998).
34. Cheirostylis ovata (F.M.Bailey) Schltr., Bot. Jahrb. Syst. 45: 394 (1911).
35. Cheirostylis parvifolia Lindl., Edwards's Bot. Reg. 25(Misc.): 19 (1839).
36. Cheirostylis pingbianensis K.Y.Lang, Acta Phytotax. Sin. 34: 635 (1996).
37. Cheirostylis pubescens C.S.P.Parish & Rchb.f., Trans. Linn. Soc. London 30: 141 (1874).
38. Cheirostylis pusilla Lindl., Gen. Sp. Orchid. Pl.: 489 (1840).
39. Cheirostylis raymundii Schltr., Bot. Jahrb. Syst. 52: 6 (1915).
40. Cheirostylis seidenfadeniana Sath.Kumar & F.N.Rasm., Nordic J. Bot. 7: 409 (1987).
41. Cheirostylis serpens Aver., Rheedea 15: 87 (2005).
42. Cheirostylis sessanica A.N.Rao, Nordic J. Bot. 8: 339 (1988).
43. Cheirostylis sherriffii N.Pearce & P.J.Cribb, Edinburgh J. Bot. 56: 275 (1999).
44. Cheirostylis spathulata J.J.Sm., Bull. Jard. Bot. Buitenzorg, III, 9: 32 (1927).
45. Cheirostylis tabiyahanensis (Hayata) N.Pearce & P.J.Cribb, Edinburgh J. Bot. 56: 278 (1999).
46. Cheirostylis takeoi (Hayata) Schltr., Repert. Spec. Nov. Regni Veg. Beih. 4: 171 (1919).
47. Cheirostylis thailandica Seidenf., Dansk Bot. Ark. 32(2): 74 (1978).
48. Cheirostylis thanmoiensis (Gagnep.) Ormerod, Lindleyana 17: 194 (2002).
49. Cheirostylis tippica A.N.Rao, Arunachal Forest News 9(2): 17 (1991).
50. Cheirostylis tortilacinia C.S.Leou, Quart. J. Exp. Forest. Nation. Taiwan Univ. 4(4): 72 (1990).
51. Cheirostylis yunnanensis Rolfe, Bull. Misc. Inform. Kew 1896: 201 (1896).